# 下窝头镇
下窝头镇，是中华人民共和国天津市蓟州区下辖的一个乡镇级行政单位。

## 行政区划
下窝头镇下辖以下地区：
下窝头村、侯井刘村、鲁各庄村、程子口村、赵庄村、小王各庄村、大王务庄村、老曲庄村、良甸庄村、小南庄村、南辛庄村、青甸村、南台头村、永乐庄村、利民庄村、富强村、肖庄子村、王李庄村、康富庄村、西马营村、东坨子村、白塔子村、西坨子村、窦各庄村、河北屯村、孟庄子村、寇各庄村、吴家套村和嘴头村。